# 버키 반즈
버키 반즈(Bucky Barnes)는 마블 코믹스에서 출간한 만화책에 등장하는 슈퍼히어로 캐릭터이다. 본명은 제임스 뷰캐넌 반스(James Buchanan Barnes)이다. 몇 십 년뒤에 버키는 죽은걸로 알려졌지만 살아 돌아와 윈터 솔저(영어: Winter Soldier, 러시아어: Зимний Солдат)가 되기도 하고, 스티브 로저스의 죽음으로 인하여 캡틴 아메리카가 되기도 하였다.
마블 시네마틱 유니버스에서 서배스천 스탠이 연기하였다. 《캡틴 아메리카: 퍼스트 어벤져》(2011)에서는 캡틴 아메리카의 친구 제임스 뷰캐넌 반즈, 《캡틴 아메리카: 윈터 솔져》(2014)와 《캡틴 아메리카: 시빌워》(2016), 《어벤져스: 인피니티 워》(2018), 어벤져스: 엔드게임 (2019)에서 윈터 솔저 역을 연기하였다. 시베리아의 지하에 깊숙이 위치한 창고 속 냉동실 안에서 냉동인간이 되어 봉인되었다.

## 담당 배우

### 영화
- 퍼스트 어벤져 (2011) - 세바스찬 스턴
  - 캡틴 아메리카: 윈터 솔져 (2014) - 새바스천 스탠
  - 앤트맨 (2015) - 새바스천 스탠 (카메오)
  - 캡틴 아메리카: 시빌 워 (2016) - 새바스천 스탠
  - 블랙 팬서 (2018) - 새바스천 스탠 (카메오)
  - 어벤져스: 인피니티 워 (2018) - 새바스천 스탠
  - 어벤져스: 엔드게임 (2019) - 세바스천 스탠